# Хектор Фреши
Хектор Луис Фреши (Ресистенсија, 22. мај 1911. — Ресистенсија, 18. јул 1993) био је аргентински фудбалски голман који је играо за Аргентину на Свјетском првенству у фудбалу 1934. Играо је и за Сармијенто.